# 奥列格·阿列克谢耶维奇·尼古拉耶夫
奥列格·阿列克谢耶维奇·尼古拉耶夫（羅馬化：Oleg Alekseyevich Nikolayev；1969年12月10日—）是俄罗斯政治人物，第七届国家杜马议员和现任楚瓦什共和国首脑。
尼古拉耶夫于2022年因俄乌战争而受到英国政府制裁。